# Гиоргети
Гиоргети (груз. გიორგეთი) — село в Грузии, в муниципалитете Лагодехи края Кахетия.

## География
Село расположено в восточной части края, в 19 километрах по прямой к юго-западу от центра муниципалитета Лагодехи. Высота центра — 250 метров над уровнем моря.

## История
В советское время село называлось как Орджоникидзе. В селе действовал колхоз имени Орджоникидзе Лагодехского района. В этом колхозе трудились Герои Социалистического Труда Иван Ильич Барнабишвили, Василий Михайлович Гогашвили и Шалва Моисеевич Гогашвили.

## Население
По данным переписи населения 2014 года, в селе проживало 607 человек.
| Год  | Население | Мужчины | Женщины |
| ---- | --------- | ------- | ------- |
| 2002 | 736       | 354     | 382     |
| 2014 | 607       | 302     | 305     |